# Bernardino Baldi

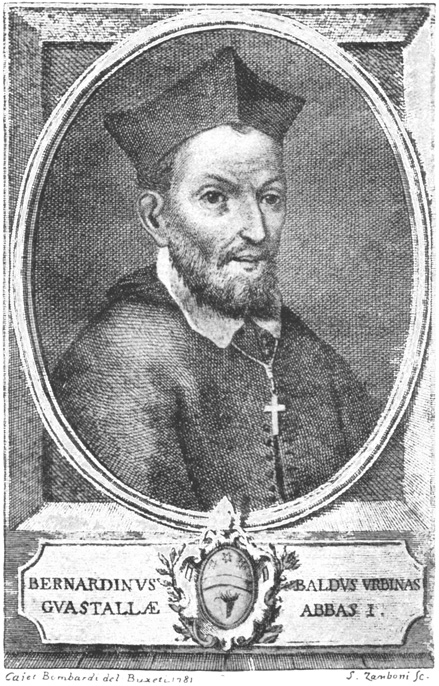
Bernardino Baldi (postum 1781)

Bernardino Baldi (* 5. Juni 1553 in Urbino; † 10. Oktober 1617 ebenda) war ein italienischer Mathematiker, Dichter und vielseitig aktiver Gelehrter, der über 100 Werke hinterließ. Aufgrund seiner Vielseitigkeit hat man ihn den „Varro des Cinquecento“ genannt.

## Leben
Baldi wurde zunächst privat unterrichtet und studierte dann ab 1570 in Urbino Mathematik bei Federico Commandino und nach dessen Tod 1575 bei Commandinos Schüler Guidobaldo del Monte. Dazwischen studierte er Griechisch an der Universität Padua ab 1573 bis zu deren Schließung durch die Pest. Er kehrte nach Urbino zurück, wo er Schüler von Guidobaldo del Monte war und wurde 1579 als Hofmathematiker vom Herzog von Gonzaga nach Mantua geholt. Dort schrieb er seinen mehrbändigen Dizionario vitruviano, der seinen Ruf begründete. Er war einige Zeit bei Kardinal Borromeo in Mailand und dann wieder im Dienst des Herzogs von Mantua als Abt (1585) in der Stadt Guastalla bei Mantua. Dort schrieb er seine Biographie von Federico Commandino (1587, veröffentlicht erst 1714), die auf Commandinos eigenen Angaben beruhte, die er in seinen letzten Lebensjahren Baldi diktierte. 1601 wurde er vom Herzog von Urbino beauftragt, die Biographie von Federico da Montefeltro zu schreiben und zog wieder nach Urbino. Sie erschien 1824 in Rom in zehn Bänden. Seine Biographie eines weiteren Herzogs von Urbino, Guidobaldo I. da Montefeltro, erschien in Mailand 1821. Zuletzt befasste er sich mit Geographie (unveröffentlicht).
Seine Vite de matematici mit Porträts von 201 Mathematikern (von Thales von Milet bis Christoph Clavius) von der Antike bis zu seiner Zeit, ein Manuskript von rund 2000 Seiten an dem er zehn Jahre arbeitete, gilt als erste Geschichte der Mathematik. Auch nach deren Vollendung sammelte er biographisches Material über Mathematiker, die er in einer Neuauflage Cronica de matematici mit zusätzlichen 150 Mathematikern (von Euphorbus bis Guidobaldo del Monte) veröffentlichte. Beide blieben lange unveröffentlicht, die Cronica erschien 1707 in Urbino (Herausgeber Angelo Monticelli), von der Vite wurden Teile von Enrico Narducci 1861 in Rom veröffentlicht, weitere Teile erschienen im Bolletino von Baldassare Boncompagni 1879 und Narducci veröffentlichte im selben Journal weitere Teile 1886/87.
Er übersetzte Werke der Antike, so auf Anregung von Commandino die Automata von Heron von Alexandria ins Italienische (erschienen erst 1589), mit einer Geschichte der Mechanik von Baldi. Außerdem übersetzte er die Phainomena des Aratos von Soloi, Buch 8 der Sammlung von Pappos.
Baldi schrieb einen Kommentar zu den Fragen zur Mechanik von Pseudo-Aristoteles (vollendet nach Stillman Drake 1589), die postum 1621 erschienenen In mechanica Aristotelis problemata exercitationes. Hierin entwickelte er unter anderem eine Behandlung von mechanischen Gleichgewichten mit dem Konzept des Schwerpunkts; damit analysierte er beispielsweise Bruchkonfigurationen von Gewölben. Er war dabei von der Übersetzung von Pappos durch Commandino und dem Kommentar der Abhandlung von Archimedes über Gleichgewichte von Guido Ubaldo beeinflusst (beide 1588 veröffentlicht). Ferner hatte Baldis Kommentar zur dortigen Questio 19, welche die Stoßwirkung von Handwaffen wie Schwerter, Äxte und Beile betrifft, maßgeblichen Einfluss auf spätere mechanische Untersuchungen im 17. Jahrhundert. Dort wird erstmals die Idee eines Stoßmittelpunktes fester Körper erwähnt, dessen Position bei einer Drehung um eine feste Achse außerhalb des Körperschwerpunktes von diesem verschieden ist.
Nach Pierre Duhem soll Baldi Manuskripte von Leonardo da Vinci als Quelle genommen haben. 
Eine Übersetzung der Belopoeica von Heron ins Lateinische erschien 1616 mit dem griechischen Text und einer lateinischen Biographie von Heron von Baldi.
Von ihm stammen auch didaktische Gedichte über die Erfindung der Artillerie und den nautischen Kompass (unveröffentlicht). Einige seiner Gedichte wurden aber zu Lebzeiten veröffentlicht.

## Werke

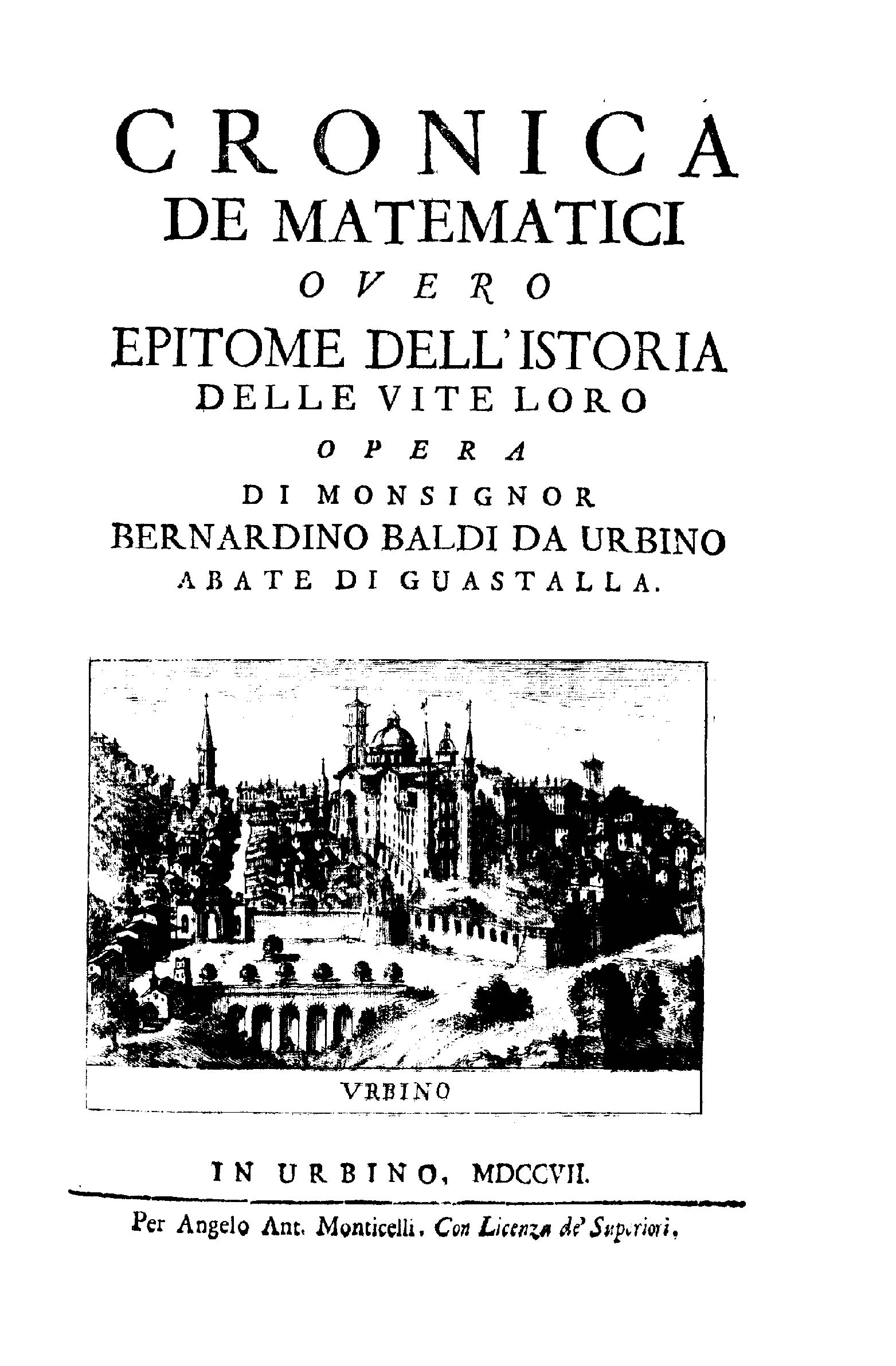
Cronica de matematici, 1707

- Cronica de matematici overo Epitome dell’ istoria delle vite loro. Angelo Antonio Monticelli, Urbino 1707,  Digitalisat.